# Виды изобразительного искусства
Классификация изобразительного искусства является разделом искусствознания, который именуется морфологией искусства (др.-греч. μορφή — форма и λόγος  — слово, учение). Такая классификация основывается на строгой иерархии эстетических и искусствоведческих категорий: класс, род, вид, разновидность, жанр. Так изобразительным искусством именуют класс пространственных искусств, объединяющий живопись, скульптуру, графику, монументальное искусство, фотоискусство, другие виды и разновидности. Критериями их объединения на семиотическом уровне классификации «служит объёмность, трёхмерность или плоскостность, двухмерность создаваемых с их помощью образов. Именно этот признак и определяет сложившееся уже в далёком прошлом различение двух основных видов изобразительного искусства — живописи и скульптуры».
В зависимости от специфики различные виды изобразительных искусств воспроизводят визуально воспринимаемые качества реального мира: объём, цвет, пространство, материальную форму предметов и световоздушную среду.
В различных морфологических концепциях искусную деятельность по-разному подразделяют на классы и роды: по способу восприятия произведений на «слуховые» и «зрительные» искусства (И. И. Иоффе), по онтологическому критерию (по тому, как произведения искусства существуют во времени и пространстве) на пространственные, временны́е и пространственно-временны́е (М. С. Каган), по функциональной структуре на «изобразительные» (живопись, графика, скульптура) и «неизобразительные» или бифункциональные (архитектура, прикладное искусство и дизайн; С. Х. Раппопорт), на «лингвистические» и «нелингвистические» (М. Ризер) по способам формообразования, техническим приёмам и материалам, особенностям восприятия (феноменологический подход). Наиболее архаичный «предметный подход», отвергаемый ныне большинством специалистов, подразделяет искусства на «изобразительные» и «неизобразительные», или абстрактные. Предметом отображения изобразительного искусства якобы является исключительно внешняя действительность, «неизобразительные» виды искусства воплощают внутренний мир человека (А. П. Мардер). Различным видам и смешанным разновидностям искусства присуща жанровая дифференциация. Более современные феноменологические и семиологические подходы подразумевают в качестве основы использование типологии пространственно-временного континуума восприятия произведений искусства как «длящейся системы».
В основу наиболее распространённой академической системы морфологии искусства положен онтологический критерий — то, как произведения существуют в их материальной форме в физическом пространстве и времени. Соответственно все роды и виды искусства делятся на три больших класса по способу их «материального бытия»: пространственные, временны́е и пространственно-временны́е. Живопись, скульптура, графика, архитектура, произведения которых объективно существуют в пространственной среде, относятся к классу пространственных искусств; музыка и поэзия, форма которых развивается во времени, — к временны́м искусствам. Сценические искусства (театр, хореография, сценография) и киноискусство — к пространственно-временны́м видам. Пространственные искусства также делятся по степени абстрагированности языка на «изобразительные» (живопись, графика, скульптура) и «неизобразительные», или бифункциональные, то есть сочетающие художественную и утилитарную ценность (архитектура, декоративно-прикладное искусство). Исторически все виды искусства постепенно обособлялись, выделяясь из пространства архитектуры.
Однако такая классификация также не безупречна. Многие теоретики искусства, придерживающиеся феноменологической концепции, обоснованно отвергают подразделение на пространственные и временны́е искусства. Так, согласно И. И. Иоффе архитектура и музыка относятся к одному роду искусств, хотя и к разным видам. Развивая в 1930-х годах идеи «морфологического подхода» к исследованию взаимодействия всех видов искусства, Иоффе писал: «Деление искусств на пространственные и временны́е основывается на делении их на световые и звуковые, или зрительные и слуховые… Между пространственными искусствами разных способов мышления бо́льшая дистанция, чем между пространственными и временными — одного способа мышления… Свет столько же пространство, сколько время, столько же протяжённость, сколько длительность».

## Два основных принципа формообразования
Попытки рассмотреть основополагающие различия живописи, скульптуры, лепки известны в истории искусства в связи с дискуссией, начатой в эпоху итальянского Возрождения учёным гуманистом и теоретиком искусства Бенедетто Варки. В 1546 году Б. Варки, собираясь прочитать три лекции на тему сравнения живописи и скульптуры, разослал известным художникам Флоренции: Микеланджело Буонарроти, Джорджо Вазари, Аньоло Бронзино, Якопо Понтормо, Бенвенуто Челлини, Франческо да Сангалло и другим анкету с вопросом: "Какое из искусств, живопись или скульптуру, они считают более совершенным.
Отвечая на вопрос Варки, Микеланджело, в частности, дал основополагающее определение двух принципов формообразования, лежащих в основе различения искусств скульптуры и живописи: «Я разумею под скульптурой то искусство, которое осуществляется в силу убавления (итал. per forza di levare); искусство же, которое осуществляется путём прибавления (итал. per via di porre), — подобно живописи». В остальном, писал Микеланджело, «нужно отбросить ненужные споры», поскольку то и другое «проистекает из одного и того же разума» (в первом случае скульптор снимает лишний материал, например, высекая статую из каменной глыбы; во втором — прибавляет мазки в живописи или наращивает глину в лепке). Знаменитое определение искусства рисунка, сформулированное Микеланджело (в пересказе Франсиско де Оланда), также косвенно связано с этой дискуссией.
Этот спор, начатый ещё Леонардо да Винчи, так и не был разрешён. В 1549 году Варки опубликовал тексты диспутов, подчёркивая специфику каждого вида искусства и их равноценность. В 1893 году была опубликована книга немецкого скульптора и теоретика искусства Адольфа фон Гильдебранда «Проблема формы в изобразительном искусстве», в которой с позиций профессионального художника дан анализ закономерностей формообразования в изобразительном искусстве, основанных на двух способах восприятия пространства и, соответственно, двух основных видов пространственных представлений: далевом (плоскостном) и осязательном (объёмном). При далевом восприятии усиливаются двухмерные, силуэтные качества воспринимаемых предметов и почти не ощущаются трёхмерные, объёмные. К примеру, когда мы видим лес на горизонте или горы вдалеке, то не различаем отдельные деревья или камни, зато воспринимаем характер общего силуэта. Остроту такого восприятия можно усилить, слегка сощурившись, смотря «вполглаза», либо вообще закрыть один глаз. Именно так поступают живописцы, поскольку основой искусства живописи является восприятие предметов во взаимосвязи с окружающей пространственной средой: светом, воздухом с учётом рефлексов и тепло-холодных отношений тонов. Так, например, живописец на этюдах, отходя подальше от холста и сощурившись (смотрение «в полглаза»), проверяет общее впечатление от натуры. Эту особенность наглядно доказали французские имперессионисты в 1870—1880-х годах. Поэтому «далевое смотрение» называют синтетическим, или живописным.
Противоположный способ рассматривания объекта вблизи способствует лучшему пониманию его объёмных, конструктивных качеств, но подчас ослабляет восприятие целого. Этот способ называется осязательным, или двигательным, поскольку зрение в нём уподобляется осязанию, ощупыванию предмета со всех сторон, что стимулирует анализ объёмно-конструктивных качеств предмета, убедительную «лепку» его формы средствами тона, линии, цвета. Именно так закономерности восприятия и построения изобразительной формы определяют не только «две зрительные установки» (термин Д. Н. Кардовского и Н. Э. Радлова), но и два основных вида изобразительного искусства.

## Основные виды изобразительного искусства
Особое место в системе видов искусств занимает архитектура и все бифункциональные разновидности художественной деятельности (произведения которых сочетают эстетическую, художественную и утилитарную функции). Архитектура создаёт материально организованную среду, необходимую для жизни и деятельности человека, согласно классической «Триаде Витрувия»: Прочность, Польза, Красота (лат. Firmitas, Utilitas, Venustas).
Традиционная точка зрения сводится к тому, что архитектура, декоративно-прикладное искусство и дизайн относятся к так называемым «неизобразительным» (тектоническим) видам искусства, которые пользуются не иконическими (конвенциональными) знаками, или абстрагированными образами, предметов, явлений, действий обращённых непосредственно к ассоциативным механизмам восприятия (А. В. Иконников, М. С. Каган). Однако, такое одностороннее определение вызывает споры историков и теоретиков искусства, в том числе в вопросе о происхождении архитектуры. Что первично: утилитарная потребность укрытия от стихии или духовная потребность «удвоения человека в образной модели» (определение М. С. Кагана). Первое иллюстрирует знаменитая «хижина Витрувия», объясняющая происхождение архитектуры от простого укрытия типа шалаша, или «куба» из четырёх вертикальных шестов, связанных перекладинами и дополненного плетёными завесами (модель Г. Земпера). Второе объяснение связано с вопросом об изобразительной природе архитектуры.
А. Г. Габричевский, Б. Р. Виппер, Г. Зедльмайр и многие другие считали архитектуру изобразительным искусством с той лишь разницей, что выразительные и изобразительные средства архитектурного творчества имеют более абстрагированный характер в сравнении с живописью, графикой, скульптурой. Так Б. Р. Виппер упоминал категории средневековой эстетики: «природа созидающая» (лат. natura naturans) и «природа созданная» (лат. natura naturata). Первое понятие означает «природу созидающих сил», второе — «природу явлений». Архитектура изображает «первую природу»; живопись, скульптура, графика — вторую. Вопрос, следовательно, заключается не в особой «неизобразительной природе» искусства архитектуры, а в специфике предмета и метода изображения. Поскольку главным выразительным средством архитектора являются пространственные отношения, то можно заключить, что архитектура изображает не формы окружающей действительности, а физические и духовные силы, энергию, устремления, полёт мысли в пространстве и времени; в более узком значении — функцию тех или иных элементов строительной конструкции. Именно поэтому в архитектурной композиции все её видимые части — стены, колонны, капители, своды — представляют собой не конструктивные, реально работающие детали, а изображение конструкции, части которой действительно работают, но их работа скрыта за внешними формами.
Таким образом, согласно общепринятой «примирительной» и наиболее простой классификации к классу пространственных искусств относится род изобразительного искусства, который, в свою очередь, включает несколько основных видов, подразделяемых на основе онтологического и семиотического критериев:
- Архитектура
- Живопись
- Графика
- Скульптура
- Декоративно-прикладное искусство

## Разновидности изобразительного искусства
Каждый вид в зависимости от доминирующего способа формообразования подразделяется на разновидности: монументально-декоративное и станковое искусство, станковая живопись и декоративная роспись, декоративное и прикладное искусство, рисунок, гравюра и литография, репродукционная и орнаментальная гравюра, книжная иллюстрация, скульптура и лепка, театрально-декорационное искусство и искусство костюма и т. д. Чёткой и общепринятой классификации на этом уровне не существует, поскольку предметные границы понятий здесь взаимопроницаемы, существует множество переходных форм и соответствующих наименований, которые также трактуются в зависимости от исторического и регионального контекста. Поэтому основные морфологические понятия дифференцируются на уровне жанров и историко-региональных школ и требуют «развёрнутых конкретизирующих определений».

## Дискуссионные моменты

### Проблема внутренних границ
Примером взаимопроницаемости и относительности определений являются, к примеру, границы между живописью и графикой. Так, рисунки мелом и пастелью А. де Тулуз-Лотрека часто классифицируются как живопись, тогда как рисунок пастелью М. А. Врубеля «Портрет жены» помещён Русским музеем в отдел графики. Равным образом пограничный характер в классификации занимает и акварель. Большинство акварелей выглядит живописью, но по характеру изобразительных средств и техники акварель относят к графике. Критерий полихромности важен не всегда, так как есть полихромная графика и цветные рисунки. Для отличия живописи от графики вводится критерий зримого присутствия материальной основы в изображении — в живописи, как правило, нет «пустых мест», тогда как в рисунке и акварели плоскость и белизна бумаги являются важным воспринимаемым глазом изобразительным средством. Однако существуют исключения. Знаменитый рисунок пастелью «Шоколадница» Э. Лиотара выглядит как живопись, поскольку в нём нет и следа от пергамента (материальной основы изображения), но, тем не менее, это рисунок.
Следовательно, главным критерием подразделения в данном случае становится отношение к изобразительному пространству: соотношение так называемого далевого (живописного) или осязательного (тактильного) зрительного восприятия и соответствующих способов, средств и материалов изображения. Живописное восприятие действительности основано на так называемом далевом смотрении на натуру, при котором основным является восприятие объекта во взаимосвязи с пространственной и свето-воздушной средой. При перенесении живописного образа на плоскость холста, деревянной доски, картона или бумаги изобразительная поверхность уподобляется трёхмерному пространству. В этом заключается главное отличие живописного искусства от искусства графики. Отсюда понятие «далевой зрительный образ». Подобным же образом различают скульптурный и пластический способы формообразования.

### Проблема внешних границ
Архитектура воспринимается зрительно, даже картинно, но динамично, посредством движения зрителя (прохода, обхода, входа внутрь), поэтому её выделяют в особый вид искусства, так как помимо изобразительного момента в архитектурной композиции присутствует зрительный и функциональный аспекты организации окружающего пространства. Помимо архитектуры к неизобразительным искусствам относят музыку, литературу, театр, танец и кино, которые отличаются динамическим (временным) характером восприятия. Функционально-конструктивный критерий сближает и выделяет в отдельную группу архитектуру, традиционное декоративно-прикладное искусство (художественные ремёсла) и дизайн. Отдельную проблему представляет собой различение и взаимные отношения в различных видах искусства утилитарной, эстетической и художественной функций.